# Klaus-Ludwig Brosius
Klaus-Ludwig Brosius (* 28. Juli 1944 in Nideggen) ist ein ehemaliger deutscher Hindernisläufer.
Bei den Olympischen Spielen 1968 in Mexiko-Stadt schied er im Vorlauf aus.
1968 wurde er Deutscher Meister über 3000 m Hindernis. Seine persönliche Bestzeit von 8:38,2 min stellte er am 23. September 1967 in London auf.
Klaus-Ludwig Brosius startete für Eintracht Duisburg.